# Хмелевое (Кировоградская область)
Хмелево́е (укр. Хмельове́) — село в Смолинской поселковой общине Новоукраинского района Кировоградской области Украины.
В 1923—1962 годах — административный центр Хмелевского района. После его упразднения вошло в состав Маловисковского района. В 2020 году стало частью Смолинской поселковой общины Новоукраинского района
Население по переписи 2001 года составляло 2687 человек. Почтовый индекс — 26225. Телефонный код — 0258. Код КОАТУУ — 3523186801.